# 韦恩·弗赖伊
韦恩·弗赖伊（英語：Wayne Frye，1930年11月30日—2014年2月26日），美国男子赛艇运动员。他曾代表美国参加1952年夏季奥林匹克运动会赛艇比赛，获得男子八人单桨有舵手金牌。